# Chhachh
Chhachh és una regió natural del Pakistan. La forma part nord del districte d'Attock i la part sud del districte d'Hazara.
Es tracta d'una plana que va des de les muntanyes Hazara-Gandhara al sud de Kamra, i a l'est de l'Indus fins a les terres de la rodalia de Lawrencepur. És la part més fèrtil de la divisió de Rawalpindi i una de les boniques de Pakistan (una vall rodejada de muntanyes per tres costats i amb el riu per l'altra). La regió està poblada en més del 50% de paixtus que parlen hindko, un dialecte del Panjab occidental; la resta són awans, sayyed, gujjars i altres. Fou probablement la regió de Chukhsa o Chuskha esmentada en una inscripció a l'antiga Tàxila.